# Galder
Thomas Andersen (n. 18 octombrie 1976), mai bine cunoscut sub numele de scenă Galder, este chitaristul formațiilor norvegiene de black metal Old Man's Child și Dimmu Borgir. Pseudonimul Galder provine de la galdr, un cuvânt din limba nordică veche care se referă la incantațiile cântate de vrăjitoare în timpul desfășurării diferitor ritualuri.

## Biografie
Galder și-a început cariera muzicală în 1989, la vârsta de 13 ani. În acest an el împreună cu Tjodalv și Jardar au înființat formația de death metal Requiem; patru ani mai târziu, în 1993, cei trei au schimbat numele formației din Requiem în Old Man's Child, schimbându-și și genul muzical din death metal în black metal. De-a lungul timpului componența formației a suferit numeroase modificări, Galder rămânând singurul membru permanent. În 1998 Galder s-a alăturat formației Dødheimsgard (sub pseudonimul Mr. Anti Evolution Human Deviation); în cursul aceluiași an Galder a părăsit formația. În 2000 Galder s-a alăturat formației Dimmu Borgir.
Într-un interviu din 2003, întrebat despre religie, Galder a spus că "probabil sunt ateu. ... Nu cred în lucruri pe care nu le-am văzut și nu am văzut nici Dumnezei și nici Satane, așa că îmi creez propria mea religie".
În 2010 Galder și Silenoz au lansat albumul video Behind the Player: Dimmu Borgir, album în care cei doi dau lecții detaliate de chitară prin intermediul aplicației VideoTab, arătând exact cum cântă fiecare melodiile "The Serpentine Offering" și "The Chosen Legacy" de pe albumul In Sorte Diaboli.
Galder este căsătorit și are doi fii, Alex și Kevin, care sunt menționați în broșura albumului Slaves of the World.

## Discografie
cu Old Man's Child
- cu numele inițial Requiem Requiem (Demo) (1993)
- In the Shades of Life (Demo) (1994)
- Born of the Flickering (Album de studio) (1996)
- The Pagan Prosperity (Album de studio) (1997)
- Ill-natured Spiritual Invasion (Album de studio) (1998)
- Revelation 666: the Curse of Damnation (Album de studio) (2000)
- In Defiance of Existence (Album de studio) (2003)
- Vermin (Album de studio) (2005)
- Slaves of the World (Album de studio) (2009)

cu Dødheimsgard
- Satanic Art (EP) (1998)

cu Dimmu Borgir
- Puritanical Euphoric Misanthropia (Album de studio) (2001)
- Alive in Torment (EP) (2002)
- World Misanthropy (EP) (2002)
- Death Cult Armageddon (Album de studio) (2003)
- In Sorte Diaboli (Album de studio) (2007)
- Abrahadabra (Album de studio) (2010)